# 普图克卡德
普图克卡德（Puthukkad），是印度喀拉拉邦Thrissur县的一个城镇。总人口12500（2001年）。

## 人口
该地2001年总人口12500人，其中男性6037人，女性6463人；0—6岁人口1394人，其中男705人，女689人；识字率83.76%，其中男性为84.86%，女性为82.73%。